# Johann Matthias Detmar von Ascheberg zu Venne
Johann Matthias Detmar von Ascheberg zu Venne (* 15. März 1716; † 11. November 1771 in Münster) war Domherr in Münster und Archidiakon in Warendorf.

## Leben
Als Sohn des Johann Matthias von Ascheberg und seiner Gemahlin Katharina Agnes Elisabeth von Lipperheide zu Ihorst und Buddenberg (1682–1729) wuchs Johann Matthias Detmar von Ascheberg zu Venne zusammen mit seinen Geschwistern Anna Agnes Johanna Josepha († 1766, Dechantin im Stift Nottuln), Anna Angela (⚭ Friederich Christian Heidenreich Theodor von Beverförde), Karl Heinrich Anton (Domherr) und Ernst Friedrich (Amtsdroste und Wirklicher Landrat) in der uralten westfälischen Adelsfamilie von Ascheberg auf.
Mit dem Erhalt der Tonsur am 28. Juli 1729 wurde Johann Matthias Detmar auf ein geistliches Leben vorbereitet. Nach dem Verzicht seines Bruders Ernst Friedrich erhielt er am 12. Oktober 1729 eine Dompräbende in Münster. 1747 übernahm er das Archidiakonat Auf dem Drein und 1761 das Archidiakonat in Warendorf. Er war Propst von St. Martini in Münster und wurde im Dom zu Münster begraben.